# Dinamostadion (Machatsjkala)
Het Dinamostadion is een multifunctioneel stadion in Machatsjkala, een stad in Rusland. 
Het stadion wordt vooral gebruikt voor voetbalwedstrijden, de voetbalclub Dinamo Machatsjkala maakt gebruik van dit stadion. Tussen 2006 en 2013 maakte ook Anzji Machatsjkala er gebruik van, maar in 2013 verhuisde die club naar Anzji-Arena. In het stadion is plaats voor 16.100 toeschouwers. Het stadion werd geopend op 31 mei 1927 en daarna in 1963 (nieuwe verlichting), 1968 en 2000 gerenoveerd. Ook 2010 en 2011 waren er kleine verbouwingen.